# الدوري الباراغواياني لكرة القدم 1999
الدوري الباراغواياني لكرة القدم 1999 (بالإسبانية: Campeonato Paraguayo de Fútbol 1999)‏ هو الموسم 89 من الدوري الباراغواياني لكرة القدم. كان عدد الأندية المشاركة فيه 11، وفاز فيه أوليمبيا أسونسيون.